# Adatara
De Adatara (安達太良山) is een stratovulkaan met een hoogte van 1718 m in de  prefectuur Fukushima op het Japanse eiland Honshu.
De vulkaan bevindt zich 15 km ten zuidoosten van de stad Fukushima. De vulkaan bestaat uit drie kraters die basaltisch tot andesitisch van samenstelling zijn. In 1997 vielen 4 bergbeklimmers in de caldera en overleden, waarschijnlijk door het inademen van waterstofsulfide (H2S).